# جوليان قواي
جوليان قواي (بالفرنسية: Julien Guay)‏ هو دراج فرنسي، ولد في 9 أكتوبر 1986 في لو مان في فرنسا.

## وصلات خارجية
- جوليان قواي على موقع الاتحاد الدولي للدراجات (الإنجليزية)
- جوليان قواي على موقع أرشيف الدراجات (الإنجليزية)
- جوليان قواي على موقع إحصائيات الدراجات الإحترافية (الإنجليزية)
- جوليان قواي على موقع نسبة الدراجات (الإنجليزية)